# 오대 제자
"오대 제자"는 한국에서 제작된 김시현 감독의 1978년 영화이다. 문거룡 등이 주연으로 출연하였고 박종찬 등이 제작에 참여하였다.

## 출연

### 주연
- 문거룡
- 권현정
- 김기주
- 이예민

## 기타
- 조명: 오상훈
- 녹음: 이영길
- 미술: 김유준